# Эскин, Григорий Ильич
Григорий Ильич Эскин (англ. Gregory Eskin; род. 5 декабря 1936, Киев) — советский, израильский и американский математик. Кандидат физико-математических наук (1963).
Выпускник МГУ. С 1974 года — в Израиле, профессор Еврейского университета в Иерусалиме.
С 1984 года — в США (Санта-Моника, Лос-Анджелес). Профессор Калифорнийского университета в Лос-Анджелесе.
Основные труды в области дифференциальных уравнений.

## Семья
- Жена — математик Марина Семёновна Эскина, кандидат физико-математических наук (1968), в прошлом научный сотрудник Института математики АН УССР (Киев), дочь математика Семёна Израилевича Зуховицкого[6][7].
- Сыновья — математики Алекс Эскин (род. 1965) и Элеазар Эскин (род. 1975), профессор информатики и генетики, заведующий отделением вычислительной медицины Калифорнийского университета в Лос-Анджелесе[8].

## Монографии
- Краевые задачи для эллиптических псевдодифференциальных уравнений. М.: Наука, 1973. — 232 с.
- Boundary Value Problems for Elliptic Pseudodifferential Equations. American Mathematical Society, 2008. — 375 p.
- Lectures on Linear Partial Differential Equations. American Mathematical Society, 2011. — 410 p.